# When You Make Me Smile
When You Make Me Smile från 2014 är ett musikalbum av jazzsångerskan Rigmor Gustafsson.

## Låtlista
Musiken är skriven av Rigmor Gustafsson och texterna av Tomas Bäcklund & Ollie Olson om inget annat anges.
1. Call Me Lonely – 3:33
2. Forget About the Moonlight – 3:02
3. A Different Kind (Rigmor Gustafsson/Tomas Bäcklund) – 2:54
4. If Dreams Are Made of Sand – 3:38
5. When You Make Me Smile – 5:03
6. I Get Along – 3:46
7. Nobody Does It Better (Marvin Hamlisch/Carole Bayer Sager) – 3:44
8. Stay, Stay, Valentines Day (Rigmor Gustafsson/Tomas Bäcklund/Ollie Olson) – 4:11
9. Finally Falling in Love (Tomas Bäcklund/Ollie Olson) – 4:03
10. Blind As a Bat (Tomas Bäcklund/Ollie Olson) – 4:22
11. Woke Up on Sunday (in Saturday's Shoes) (Rigmor Gustafsson/Tomas Bäcklund) – 3:10
12. Let It Go (Ollie Olson) – 4:13
13. Hymn – 2:14

## Medverkande
- Rigmor Gustafsson – sång
- Eagle-Eye Cherry – sång (spår 12)
- Jonas Östholm – piano
- Martin Höper – bas
- Jonas Holgersson – trummor
- Magnus Lindgren – tenorsax, klarinett, flöjt (spår 3, 5, 11)
- Patrick Skogh – trumpet, flygelhorn (spår 3, 5, 9, 10)
- Karin Hammar – trombon (spår 3, 5, 9, 10)
- Anders Wiborg – bastrombon (spår 5, 9, 10)
- Jesper Nordenström – orgel
- Calle Rasmusson – slagverk
- Dalasinfoniettan under ledning av Jonas Nydesjö

## Mottagande
Skivan fick ett gott mottagande när den kom ut med ett genomsnitt på 4,2/5 baserat på sex recensioner.